# Amelita Galli-Curci

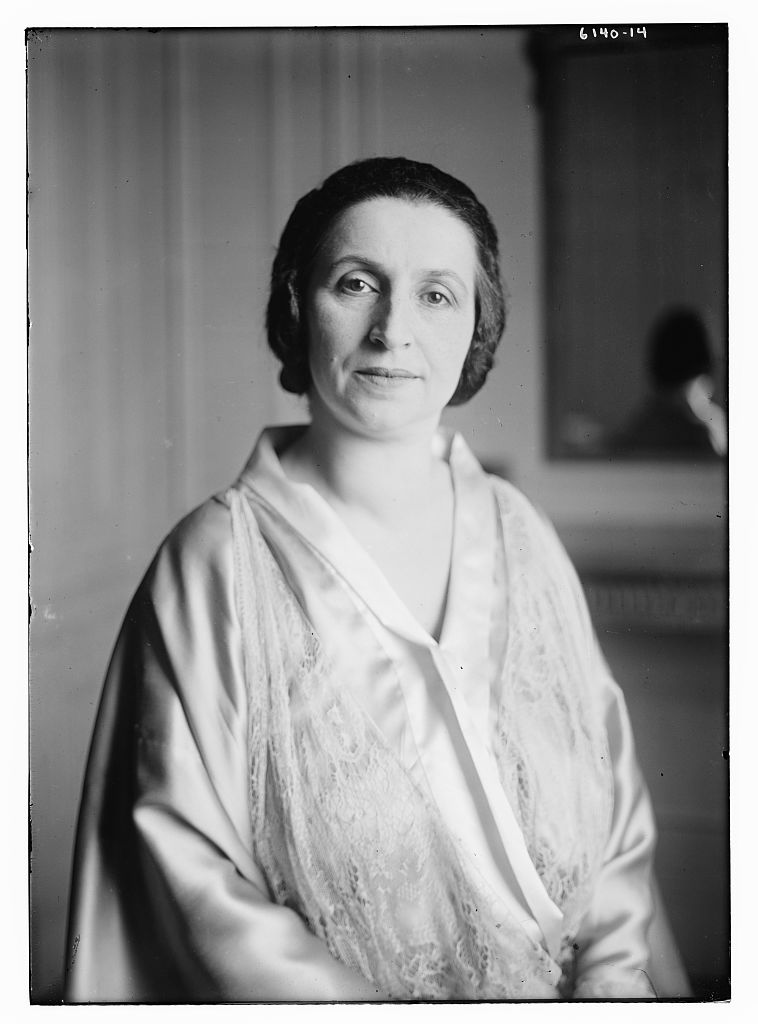
Amelita Galli-Curci

Amelita Galli-Curci (* 18. November 1882 in Mailand; † 26. November 1963 in La Jolla, Kalifornien) war eine italienische Opernsängerin (Koloratursopran), die in ihrer Karriere bedeutende Erfolge an den Bühnen in Europa, Süd- und Nordamerika feierte. Für einige Kritiker zählte sie zu den besten Koloratursopranistinnen und echten Diven ihrer Ära.

## Leben
Amelita Galli wurde am 18. November 1882 als Tochter des aus dem gehobenen Mittelstand stammenden Mailänder Geschäftsmannes Enrico Galli und seiner Ehefrau Enrichetta Bellisoni geboren. Enrichetta Bellisonis Eltern waren ihrerseits ein Dirigent und eine Sopranistin gewesen, sodass Amelita gewissermaßen das Talent über eine Generation hinweg vererbt wurde.
Bereits mit fünf Jahren bekam sie Klavierunterricht von ihrer Mutter. Zwei Jahre später sah sie ihre erste Oper: Les Huguenots (Die Hugenotten) von Giacomo Meyerbeer. Dabei war sie jedoch mehr vom Ballett als vom Gesang angetan und ließ daheim ihre Puppen entsprechend tanzen.
Gallis Grundausbildung nahm ihren Anfang im International Institute (1895–1901) und wurde am Liceo Alessandro Manzoni fortgeführt. Dank dieser Ausbildung sprach sie fünf Sprachen fließend. Sie studierte weiterhin Klavier. Von ihrer Großmutter angeregt, begann sie mit dem Gesang. Mit 23 Jahren gewann sie den ersten Preis ihres Konservatoriums für ihr Klavierspiel. Nach einer kurzen Tournee bot man ihr ein Lehramt an, das sie zunächst auch annahm.
Einer der ersten Förderer ihrer Karriere war der mit ihrer Familie befreundete Komponist Pietro Mascagni. Bei einem heimischen Liederabend zu Vincenzo Bellinis I puritani lauschte Mascagni Amelita Galli, welche die Sopranpartie übernommen hatte. Danach teilte er ihr mit, dass sie seiner Auffassung nach wohl das Talent zu einer außergewöhnlichen Sängerin, aber eben nicht zu einer herausragenden Pianistin habe. Sie müsse alles unternehmen, um diesem Ziel nahezukommen. Galli versprach ihm dies und machte sich selbst ans Werk, denn der Vater hatte inzwischen nicht mehr den gewünschten wirtschaftlichen Erfolg und zog mit den beiden Brüdern Amelitas nach Argentinien, um dort den Neuanfang zu wagen. Amelita Galli blieb mit ihrer Mutter zurück und sollte den Vater nie wiedersehen. Eine Förderung durch ihre Großmutter konnte ebenfalls nicht mehr erfolgen, da sie bereits im Jahr vor Gallis Entscheidung für die Gesangskarriere verstorben war. Nach ihren eigenen Angaben hatte sie sich gezwungenermaßen viel im Eigenstudium angeeignet, indem sie klassische Gesangslehrbücher studierte, anderen Sopranistinnen zuhörte und sich selbst am Klavier begleitete.
Ihr Debüt feierte sie 1906 in Trani als Gilda in Rigoletto. Das Publikum feierte den noch unbekannten Sopran stürmisch und nach zwei Jahren wählte man sie aus, bei der Premiere von Bizets Don Procopio auf Italienisch die weibliche Hauptrolle der Bettina zu singen. Schon bald wurde man in ganz Italien auf sie aufmerksam.

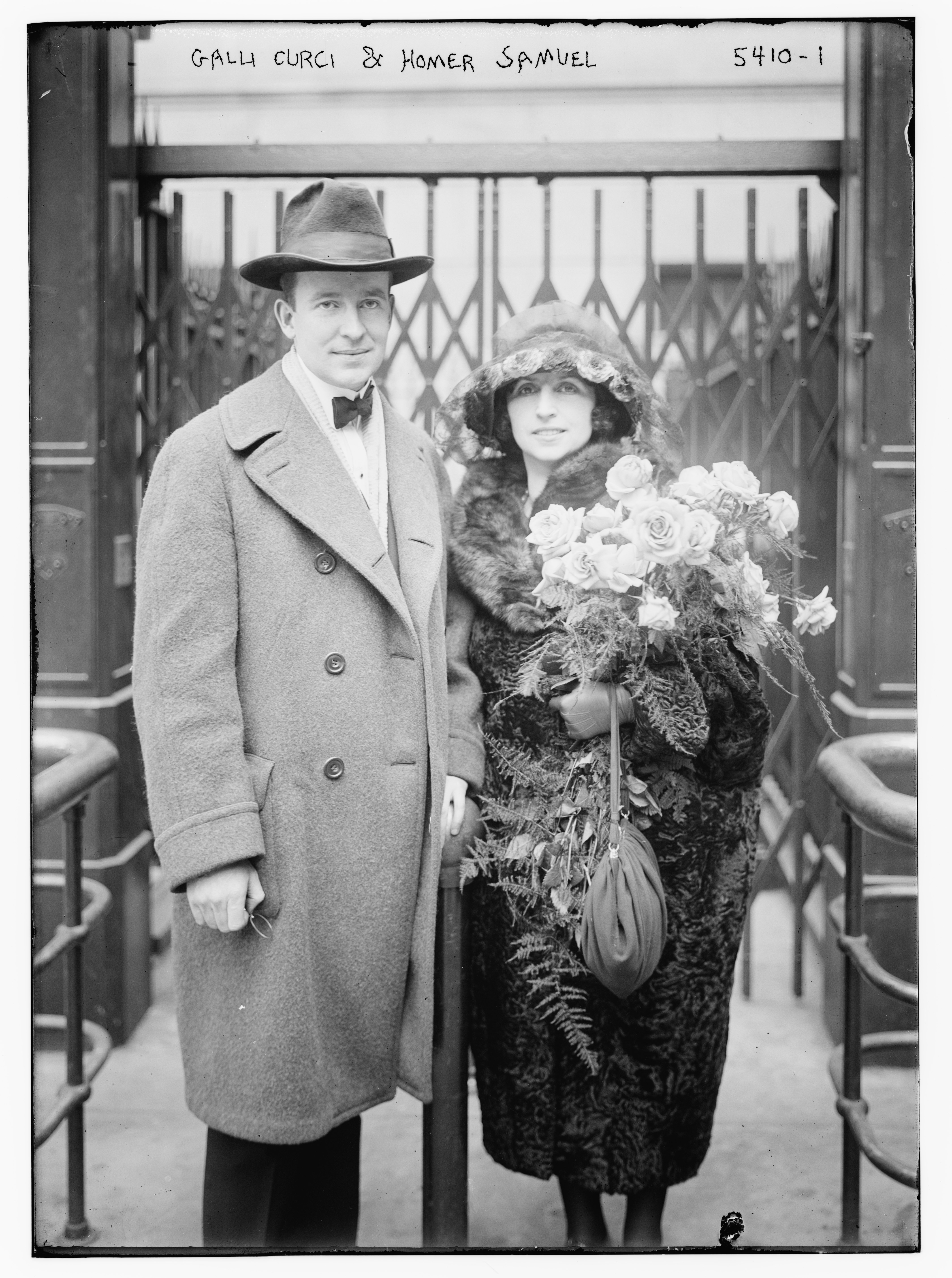
Galli-Curci mit Homer Samuels (1921)

1908 heiratete sie den Marchese Luigi Curci. Dessen Nachnamen führte sie nun ebenfalls. Nach der Scheidung heiratete sie 1921 erneut. Diesmal war es Homer Samuels, ihr Klavierbegleiter.
Es führten sie umfangreiche Konzerttourneen durch Europa, Ägypten und Südamerika. 1915 sang sie zwei Aufführungen von Lucia di Lammermoor mit Enrico Caruso in Buenos Aires. Dies blieben jedoch die einzigen gemeinsamen Auftritte mit dem legendären Tenor.
In den Vereinigten Staaten traf sie trotz ihrer bisherigen Erfolge als komplett unbekannte Künstlerin ein. Als einer ihrer Entdecker in den Staaten galt der Musik- und Gesangslehrer William Thorner, der ihrem späteren Manager Charles Ludwig Wagner allein per Telefon ihre Stimme empfahl. Als wenig später Calvin Childs diesen zu ihren Testaufnahmen bei der Victor Talking Machine Company einlud, überzeugte er sich selbst von ihrer Klasse und bot der von ihm als „Mona Lisa“ der Oper bezeichneten Künstlerin kurzerhand einen Dreijahresvertrag über 600 US-Dollar pro Auftritt an. Ursprünglich war nur ein kurzer Aufenthalt und die Partie der Gilda in Rigoletto in Chicago geplant. Die Kritiken der einheimischen Presse und die Begeisterung des Publikums waren jedoch so enthusiastisch, dass sie einwilligte, bei der Chicago Opera Company bis 1924 zu bleiben.
1916 unterzeichnete sie einen Vertrag mit der Victor Talking Machine Company, bei der sie bis 1930 Aufnahmen ihres Gesangs aufzeichnen ließ. Dieser Vertrag erwies sich in der Folgezeit als geschickte Förderung ihrer Karriere, da die Firma bereits nach ihren ersten Erfolgen eine Tournee durch das Land organisierte. Bereits ihre ersten Platten wurden Bestseller; so verkaufte man von Caro nome 10.000 Platten der ersten Auflage, was in der damaligen Zeit eine kaum erwartete Anzahl war. Ihre rund 100 Aufnahmen begründeten aufgrund ihrer teilweise zeitlosen Brillanz ihren Ruhm bis in die heutige Zeit. Nach dem Verlust ihrer Stimme benutzte sie diese Aufnahmen zum Gesangsunterricht.
Von 1921 an gehörte sie zum Ensemble der Metropolitan Opera in New York. Offiziell verabschiedete sie sich von der Opernbühne 1930, da ihrer Auffassung nach der alten Oper in der ihr bekannten Form keine Zukunft mehr beschieden war, und beschränkte sich auf Konzerte. Eine anschließende Europa-Tournee erwies sich als Fehlschlag.

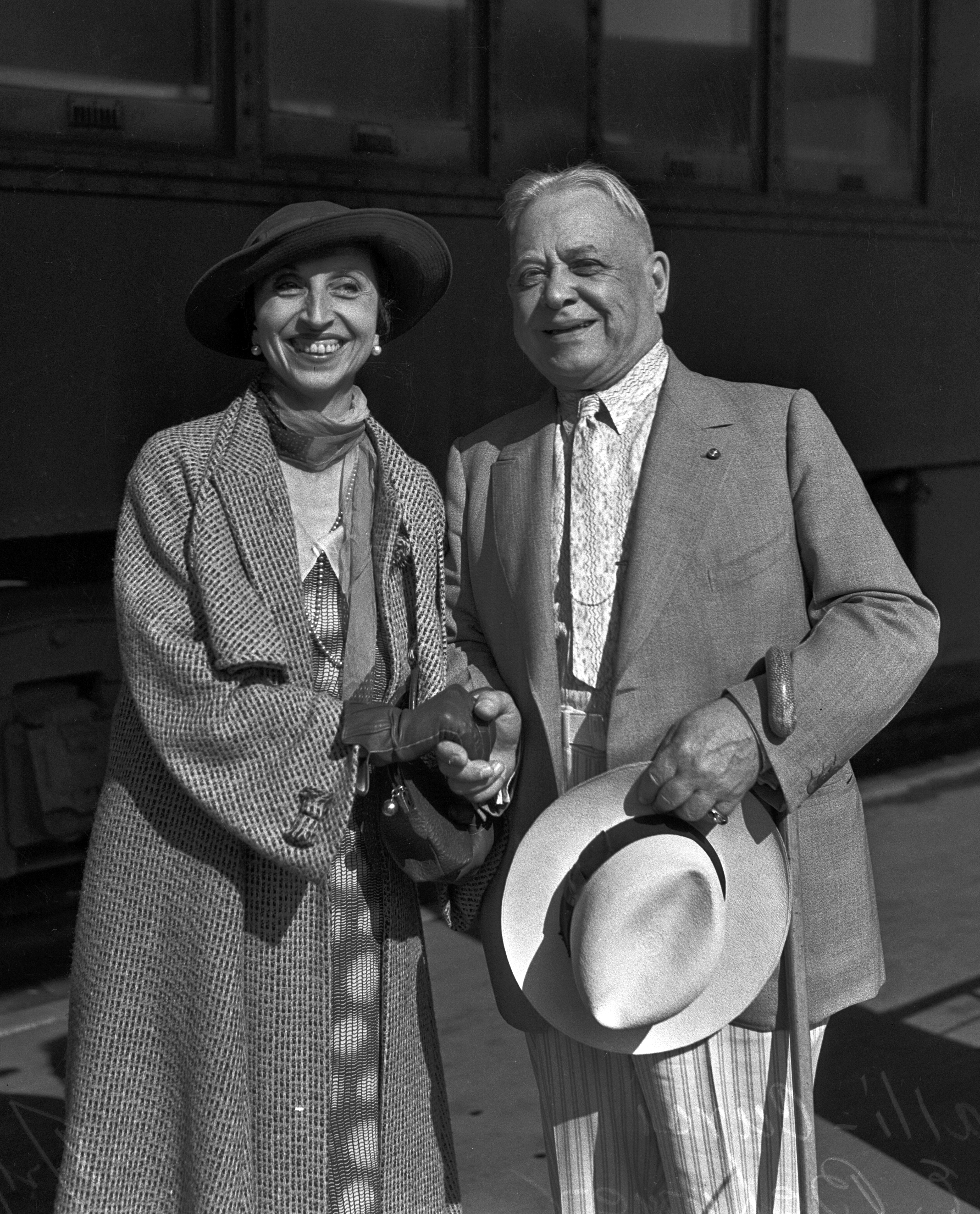
Galli-Curci mit dem Impresario L. E. Behymer nach ihrer Operation (1935)

Da sie lange Jahre an Stimmbandentzündungen gelitten hatte, entschloss sie sich 1935 aufgrund des Verdachts einer Krebserkrankung zu einer Struma-Operation unter lokaler Betäubung, die jedoch scheiterte, da ein Nerv irreparabel geschädigt wurde. Dadurch konnte sie keine hohen Töne mehr in absoluter Brillanz anstimmen.
Ein Comeback-Versuch im folgenden Jahr als Mimi in La Bohème in Chicago scheiterte dementsprechend, obwohl die Kritiker ihr gegenüber höflich zurückhaltend waren. 1936/37 versuchte sie sich noch auf einigen Gesangsabenden, bei denen die Kritiken zwar positiv, aber nicht enthusiastisch waren. Daraufhin erkannte sie an, dass ihre Stimme mit 55 Jahren den Zenit überschritten hatte, und zog sich mit ihrem Ehemann Homer Samuels ins zufriedene Privatleben nach Kalifornien zurück, wobei sie auch weiterhin noch Gesangsunterricht erteilte und am kulturellen Leben teilnahm. Nach dem Tod ihres Mannes zog sie 1956 nach La Jolla in ein eigens nach ihren Vorstellungen gefertigtes Haus, wo sie 1963 acht Tage nach ihrem Geburtstag im Alter von 81 Jahren starb.

## Repertoire
- L’Africaine, Giacomo Meyerbeer, Inès
- Der Barbier von Sevilla, Gioachino Rossini, Rosina
- La Bohème, Giacomo Puccini, Musetta und Mimì
- Der goldene Hahn, Nikolai Andrejewitsch Rimski-Korsakow, Königin von Shemacha
- Crispino e la comare, Federico Ricci/Luigi Ricci, Annetta
- Dinorah, Giacomo Meyerbeer, Dinorah
- Don Pasquale, Gaetano Donizetti, Norina
- Don Procopio, Georges Bizet, Bettina
- Der Liebestrank, Gaetano Donizetti, Adina
- Hamlet, Ambroise Thomas, Ophelia
- Lakmé, Léo Delibes, Lakmé
- Linda di Chamounix, Gaetano Donizetti, Linda
- Loreley, Alfredo Catalani, Anna
- Lucia di Lammermoor, Gaetano Donizetti, Lucia
- Madama Butterfly, Giacomo Puccini, Butterfly
- Manon, Jules Massenet, Manon
- I puritani, Vincenzo Bellini, Elvira
- Rigoletto, Giuseppe Verdi, Gilda
- Romeo und Julia, Charles Gounod, Julia
- Der Rosenkavalier, Richard Strauss, Sophie
- La sonnambula, Vincenzo Bellini, Amina
- La traviata, Giuseppe Verdi, Violetta
- La Wally, Alfredo Catalani, Walter

## Sonstiges
Louis Armstrong soll sich von seinem ersten verdienten Geld neben einem aufziehbaren Victrola-Plattenspieler, den nachvollziehbaren Jazzplatten auch Aufnahmen von Amelita Galli-Curci gekauft haben.
Amelita Galli-Curci wohnte in ihrer New Yorker Zeit in Highmount. Im dort nahe gelegenen Ort Margaretville sang sie 1922 bei der Eröffnung eines Kinos, das deswegen ihr zu Ehren den Namen Galli-Curci Theatre erhielt.